# Усть-Журавліха
Усть-Журавлі́ха (рос. Усть-Журавлиха) — село у складі Усть-Пристанського району Алтайського краю, Росія. Входить до складу Красноярської сільської ради.

## Населення
Населення — 404 особи (2010; 515 у 2002).
Національний склад (станом на 2002 рік):
- росіяни — 85 %